# دنیل کانگ
دانیل گریس کانگ (زاده ۲۰ اکتبر ۱۹۹۲) یک گلف باز حرفه ای آمریکایی است که در حال حاضر در تور ال‌پی‌جی‌ای بازی می‌کند. او به عنوان آماتور، دو بار در سال‌های ۲۰۱۰ و ۲۰۱۱ قهرمان آماتور زنان ایالات متحده شد. او در سال ۲۰۱۷ قهرمان مسابقات زنان در رشته ال‌پی‌جی‌ای شد.

## اوایل زندگی، حرفه دانشگاهی و آماتوری
کانگ در ۲۰ اکتبر ۱۹۹۲ در سان فرانسیسکو به دنیا آمد. او در کالیفرنیای جنوبی بزرگ شد و به عنوان یک نوجوان ۱۴ ساله در سال ۲۰۰۷ به مسابقات آزاد زنان ایالات متحده راه یافت. او دبیرستان را در دبیرستان اوک پارک آغاز کرد و بعداً به دبیرستان وست‌لیک منتقل شد تاتحصیلات عالیه را در بهار ۲۰۱۰ در دانشگاه پپرداین در ملیبو شروع کند. کانگ به‌عنوان یک گلف‌باز جوان با تور کالیفرنیای جنوبی در کنار دیگر فارغ‌التحصیلان مانند لیزت سالاس و برایانا دو به‌طور گسترده بازی کرد.
کانگ در فصل عادی در بهار ۲۰۱۱ در تیم گلف پپرداین بازی کرد. او از نظر آکادمیک برای شرکت در دوره ان‌سی‌ای‌ای ۲۰۱۱ پذیرفته نشد و اظهار داشت که ناامید نیست زیرا «پپرداین برای من مرده است. من روی آینده تمرکز می‌کنم. بعد از آماتور زنان ایالات متحده حرفه ای می‌شوم.»
کانگ در سال ۲۰۱۰ قهرمان آماتور زنان ایالات متحده شد و در سال ۲۰۱۱ در هر چهار رشته ورزش گلف به صورت آماتور شرکت کرد. او در سه رشته اصلی، از جمله مسابقات قهرمانی ال‌پی‌جی‌ای، جایی که او تنها فرد غیرحرفه‌ای در این زمینه بود، موفق شد. کانگ در مسابقات آزاد زنان بریتانیا آماتور جزو رتبه‌های پایین بود و با تساوی به جایگاه ۴۹ رسید. او دوباره در مسابقات آماتور زنان ایالات متحده در سال ۲۰۱۱ در ماه اوت پیروز شد تا به اولین بازیکنی تبدیل شود که در ۱۵ سال گذشته موفق به کسب عناوین متوالی می‌شود.

## پیگیری ورزش به‌طور حرفه ای
کانگ اولین تورنمنت خود را به عنوان یک حرفه ای در مسابقات قهرمانی آرکانزاس در سپتامبر ۲۰۱۱ انجام داد. او در معافیت اسپانسر وارد شد و قطع را از دست داد. کانگ در سال ۲۰۱۱ وارد مدرسه واجد شرایط ال‌پی‌جی‌ای شد. او از مرحله دوم جان سالم به در برد. او مرحله پایانی، مرحله سوم، در رتبه ۳۹ قرار گرفت. این گونه واجد شرایط برای شرکت در تور ال‌پی‌جی‌ای برای سال ۲۰۱۲ شد.
کانگ ۱۹ رویداد را در تور ال‌پی‌جی‌ای در سال ۲۰۱۲ انجام داد، ۱۳ کاهش داد و فصل را با ۲۳۹۱۸۴ دلار درآمد به پایان رساند و رتبه ۵۲ او را در لیست رسمی پول پایان فصل ال‌پی‌جی‌ای قرار داد. این او را برای وضعیت کامل در تور ال‌پی‌جی‌ای در سال ۲۰۱۳ واجد شرایط کرد.
کانگ اولین برد خود در تور ال‌پی‌جی‌ای، مسابقات قهرمانی زنان ۲۰۱۷ را در صد و چهل و چهارمین تور ال‌پی‌جی‌ای شروع کرد. در ۲۱ اکتبر ۲۰۱۸، کانگ در مسابقات افتتاحیه ال‌پی‌جی‌ای شانگهای با دو ضربه برنده شد تا دومین پیروزی حرفه ای خود را کسب کند. این مسابقات در باشگاه گلف باغ کیزهانگ در شانگهای چین برگزار شد. در اکتبر ۲۰۱۹، کانگ دوباره به عنوان قهرمان ال‌پی‌جی‌ای شانگهای برگزیده شد.
در ۲ آگوست ۲۰۲۰، کانگ قهرمان ال‌پی‌جی‌ای در باشگاه اینورنس در اوهایو شد. این اولین تورنمنت ال‌پی‌جی‌ای بود که پس از یک وقفه شش‌ماهه به دلیل دنیاگیری کووید-۱۹ بازگشت. یک هفته بعد، کانگ برنده پنجمین رویداد تور ال‌پی‌جی‌ای خود در ماراتون کلاسیک شد.